# Bernard James Murphy
Bernard James Murphy CR (* 27. Dezember 1918 in Preston; † 22. Mai 1974) war Bischof von Hamilton in Bermuda.

## Leben
Paul Leonard Hagarty trat der Ordensgemeinschaft der Resurrektionisten bei und empfing am 3. Juni 1944 die Priesterweihe. Papst Paul VI. ernannte ihn am 12. Juni 1967 zum Bischof von Hamilton in Bermuda. 
Die Bischofsweihe spendete ihm der Apostolische Delegat im Vereinigten Königreich, Igino Eugenio Cardinale, am 1. September desselben Jahres; Mitkonsekratoren waren Philip Francis Pocock, Koadjutorerzbischof von Toronto, und Paul Francis Reding, Weihbischof in Hamilton.